# 無量山荷馬條鰍
無量山荷馬條鰍（學名：Homatula wuliangensis）為輻鰭魚綱鯉形目條鰍科荷馬條鰍屬的其中一種，分布於亞洲中國雲南省普洱市瀾滄江流域，體長可達19.1公分，棲息在水質清澈、流動、礫石底質的河川底層水域，生活習性不明。

## 扩展阅读
維基物種上的相關：無量山荷馬條鰍